# Imperivm II: la conquista de Hispania
Imperium II: la conquista de Hispania es un videojuego de estrategia para PC producido por FX Interactive, basado en hechos históricos ocurridos en Europa y el norte de África. En concreto el jugador puede revivir las conquistas de Aníbal, el sitio de Numancia o el curso de las guerras púnicas, con batallas tan importantes como la conquista de Gades, la batalla de Cannae o la invasión de Sicilia. Además, el jugador puede ponerse al mando de ejércitos de cuatro importantes civilizaciones antiguas: iberos, cartagineses romanos y galos.
Es importante añadir que este juego no sólo está basado en hechos y batallas históricas, sino que además se ha inspirado profundamente en yacimientos arqueológicos, cerámicas, enterramientos, etc. para realizar tanto las estructuras como las unidades.

## Modo aventura
De modo parecido a otros juegos del mismo género como Age of Empires o Empire Earth, Imperivm II encadena varios escenarios desbloqueables consecutivamente y relacionados por una narración determinada en el formato conocido habitualmente como "campaña". Tiene tres "aventuras" disponibles:
- Las conquistas de Aníbal
  1. La conquista de Gades
  2. La campaña de la meseta
  3. El asedio de Sagunto
  4. El paso de los Alpes
  5. La batalla de Cannas

- Las guerras púnicas
  1. La invasión de Sicilia
  2. La toma de Tarraco
  3. La rendición de Cartago Nova
  4. La batalla de Zama
  5. La caída de Cartago

- El sitio de Numancia (escenario independiente en el que controlas a los íberos).

## Unidades
Cada civilización de Imperivm tiene muchas clases de guerreros, y todas tienen características especiales, unas más fuertes que otras. Es posible formar grupos de hasta 50 unidades que les obedecen: los héroes, y también heroínas. 

### Galos
- Guerreros: Son infantería cuerpo a cuerpo ligera de los galos.

- Arqueros: Infantería ligera a distancia.

- Guerreros con hachas: Son una poderosa infantería media característica gala con gran capacidad para acabar con ejércitos enemigos en un ataque frontal.

- Lanceros: Son la mejor defensa para las fortalezas y en el campo de batalla son útiles para resistir el primer envite, gracias a su gran capacidad defensiva.

- Jinetes: Caballería gala con gran ataque máximo pero poco ataque mínimo, letal contra las unidades a distancia de la retaguardia.

- Guerreras: Poderosas unidades con un golpe mortal que acaba con los enemigos por debajo de un 30% de salud, son muy útiles contra las unidades debilitadas.

- Jefes normandos: Poderosas unidades galas con un pequeñísimo límite de creación pero con mucha salud y mucho potencial de ataque gracias a su habilidad "golpe vampírico" que restaura salud por cada golpe que acierte.

### Iberos
- Milicianos: Tienen la habilidad de volver a convertirse en ciudadanos en las aldeas o fortalezas. Se trata de una infantería ligera. Además existe una tecnología en la taberna en la que los puedes reclutar en 50

- Arqueros: Como su propio nombre indica son guerreros ligeros armados con arco y flechas, lo que conlleva ataque a distancia.

- Honderos: Los famosos honderos iberos, que desde sus posiciones debilitan al enemigo, siendo un buen complemento

en el ejército hispano. Son poderosos en el combate a distancia. Es recomendable utilizarlos para acabar con héroes enemigos.
- Defensores: Con una gran resistencia a los golpes del enemigo, ideales para defender cualquier fortaleza o posición. Son lanceros pesados, muy resistentes y fuertes. Poseen la mayor defensa de todo el juego, por encima incluso de los héroes. Son el escudo de la civilización ibera.

- Jinetes iberos: con su famosa carga, capaz de intimidar al más poderoso de los rivales. Es la caballería más poderosa de Imperivm en cuanto a ataque se refiere. No aptos para ataques directos ya que su baja defensa hará que caigan casi en el acto. Perfectos para ataques a unidades en retirada, o por la retaguardia. Son la caballería más rápida del juego, y por tanto, ideales para explorar.

- Guardias de élite: Guerreros con hachas pesadas y escudos, son una poderosa infantería pesada de terrible poder. Son el brazo ejecutor de todo ejército Ibero.

- Guerrilleros: Hombres que actúan individualmente y que conocen a la perfección la técnica de la emboscada. Son invisibles (excepto cuando atacan y conquistan). Alto poder de ataque y defensa, terror de los héroes solitarios si atacan 4 o 5 por sorpresa.

- Sacerdotisas: Que tienen entre otros poderes el enseñar técnicas de guerra a los soldados y realizar conjuros de protección. Pueden ser sacrificadas para sanar a unos pocos guerreros circundantes. Capaces de crear ejércitos de guerreros al nivel 12 en instantes.

### Cartago
- Infantes númidas: infantería ligera cartaginesa, entrenados desde jóvenes en los desiertos de África y con el poder de vengarse cuando son heridos de muerte.

- Lancero libio: son aguerridos soldados con jabalina que sustituyen en Cartago a los arqueros. Ni siquiera la mejor armadura es rival para sus armas.

- Luchador mauritano: despiadados guerreros del África profunda que confían en sus dos espadas para eliminar enemigos debilitados por el combate.

- Guerrero con maza: son crueles guerreros que usan la terrible maza contra el enemigo. Esta unidad puede reclutarse también, se sea o no cartaginés, introduciendo campesinos en fortines de reclutamiento, donde son entrenados y se convierten en guerreros con maza.

- Tuareg: la perfecta caballería del desierto sobre camellos, formada por nómadas capaces de revelar incluso a los enemigos mejor emboscados.

- Noble: los hijos de los más influyentes cartagineses son extraordinarios guerreros que forman la élite de la infantería pesada. Son muy poderosos.

- Elefante de guerra: la famosa unidad cartaginesa que causó estragos entre las líneas de todos sus enemigos, incluidos los romanos. Son enormemente potentes, pero consumen más víveres que el resto. Capaces de dañar a todo enemigo en contacto con ellos a su alrededor.

- Chamán: capaces de maldecir al enemigo para que fallen su próximo golpe y convertirse en espíritus vampiro que dañan a los enemigos cada segundo.

### Roma
- Legionario: los famosos componentes de las legiones de Roma que conquistaron el mundo.

- Arquero: tan diestros en el combate a distancia como en la defensa de las fortalezas.

- Gladiador: hombres entrenados duramente para la guerra con la asombrosa capacidad de aprender del enemigo más poderoso.

- Princep: la legendaria infantería pesada romana, el terror de cuantos se atreven a desafiarlos.

- Équites: los caballeros romanos que con su carga comprometen la victoria enemiga.

- Sacerdote de Júpiter : mediadores entre los dioses y los hombres que pueden sanar a los guerreros aliados incluso en el fragor de la batalla y lanzar rayos sobre los enemigos.

- Liberatus: antiguos esclavos ahora libres que entre muchas cualidades pueden aprender del enemigo. Son temibles enemigos, presentes en los fortines al inicio del juego.

- Pretoriano. Los pretorianos son infantería pesada y experta que resulta muy útil contra cualquier enemigo. Son una unidad auténticamente temible, con la facultad de devolver al enemigo el daño infligido cuerpo a cuerpo. Las unidades capaces de causar un gran daño mediante alto poder de ataque y/o habilidades especiales encuentran una muerte rápida.

## Objetos mágicos y amuletos
La antigüedad era una época propicia para la superstición, y este juego lo refleja mediante objetos que poseen un poder mágico que ya pueden proteger al portador, darle salud, etc. 
El jugador no debe despreciar dichos amuletos porque son muy efectivos, sobre todo en los héroes. 
- Dientes de oso, incrementa la capacidad de ataque del poseedor en 4 puntos.

- Cinturón de fuerza, incrementa la capacidad de defensa de su poseedor en 4 puntos.

- Piedra de fuego, aumenta por sí solo el ataque del portador en 60 puntos, pero si se utiliza (doble clic en el icono del objeto), sirve para curar al portador utilizando la energía de alguna unidad amiga cercana.

- Regalo de los dioses, el portador recupera totalmente su salud cuando derrota su primer enemigo, entonces el amuleto desaparece.

- Hierbas curativas, curan completamente al portador cuando se utilizan, acto seguido desaparecen.

- Agua curativa, reparte hasta 2.000 puntos de salud entre las unidades amigas más cercanas si están heridas.

- Botín de guerra (exclusivo cartaginés), es un objeto que lleva la unidad y que cuando entra en un foro o fortín se cambia por 100 piezas de oro y desaparece.

- Medalla de los veteranos, añade 6 puntos al ataque del portador.

Además, hay otros objetos como el dedo de la muerte, el cuerno de la victoria o setas venenosas, cada cual con su utilidad.

## Recursos en Imperium
En la saga Imperium la estrategia es totalmente militar, es decir, no se puede construir, ni hay que economizar diversidad de productos, sino que tan sólo se deben gestionar dos recursos: oro y comida. 

### Oro
El oro se crea automáticamente en las fortalezas (ciudadela amurallada), y su ritmo de crecimiento es directamente proporcional a la población de la fortaleza (por eso es mejor tener la población alta). El oro sirve para ejecutar órdenes en los distintos edificios y para reclutar unidades. 
Si se introducen 2.000 unidades de este recurso en fortines del oro, poco a poco la cantidad aumenta. Si das la orden, unas mulas de carga pueden llevar el oro periódicamente adonde se precise. 
Por otro lado, cada civilización suele tener alguna orden para aumentar el oro.

### Comida
La comida o víveres se producen en las aldeas (asentamientos sin amurallar). Mientras más población tenga la fortaleza, antes se producirán los víveres. Los soldados necesitan víveres para tener buena salud, por lo que es sensato crear rutas automáticas hacia la fortaleza. Durante las campañas en campo abierto, se debe llevar una mula cargada de víveres para alimentar a las unidades sobre el terreno. El elefante de guerra es la única unidad del juego que se adiestra o crea con alimento. 
Algunas civilizaciones tienen órdenes para aumentar víveres.